# تونس في الألعاب الأولمبية الصيفية 1960
شاركت تونس في الألعاب الأولمبية الصيفية 1960 التي أقيمت في روما بإيطاليا حيث كانت هذه المشاركة الأولى لها بالألعاب الأولمبية.
شاركت تونس ب 42 رياضيا كلهم من الرجال حيث شاركوا في 7 رياضات مختلفة .

## مقالات ذات صلة
- تونس في الألعاب الأولمبية

## وصلات خارجية
- الموقع الرسمي للجنة الوطنية الأولمبية التونسية.
- تونس في الموقع الرسمي للجنة الأولمبية الدولية.